# La Ventilla, Villa de Reyes
La Ventilla är en ort i Mexiko.   Den ligger i kommunen Villa de Reyes och delstaten San Luis Potosí, i den centrala delen av landet, 300 km nordväst om huvudstaden Mexico City. La Ventilla ligger 1 865 meter över havet och antalet invånare är 1 746.
Terrängen runt La Ventilla är platt åt sydost, men åt nordväst är den kuperad. Runt La Ventilla är det ganska glesbefolkat, med 38 invånare per kvadratkilometer. Närmaste större samhälle är Villa de Reyes, 10,4 km öster om La Ventilla. Trakten runt La Ventilla består till största delen av jordbruksmark.